# Guido van Rossum
Guido van Rossum, né le 31 janvier 1956 à Haarlem aux Pays-Bas, est un développeur connu pour être le créateur et leader du projet du langage de programmation Python.
Au sein de la communauté pythonienne, il est, jusqu’en juillet 2018, un Benevolent Dictator for Life « dictateur bienveillant à vie », ce qui signifie qu'il suit le développement de Python et arbitre lorsque la situation le requiert.
Il est également l'auteur du navigateur web Grail entièrement programmé en Python ; il n'a pas été actualisé depuis 1999. Le nom fait référence au film Monty Python and the Holy Grail.

## Biographie
Guido van Rossum a fait ses études au Centre de mathématiques de l’université d'Amsterdam, obtenant son master en 1982. Il fit partie des développeurs du langage ABC. En 2002, il a reçu le prix du logiciel libre 2001 décerné par la FSF, lors de la FOSDEM de Bruxelles, pour récompenser son travail.
Fin 2005, il a été engagé par Google pour travailler sur Python.
En décembre 2012, il quitte Google pour rejoindre Dropbox à partir du 1er janvier 2013.
Le 12 juillet 2018, il annonce son retrait en tant que Benevolent Dictator for Life du projet Python, invoquant les difficultés à faire aboutir la proposition d'amélioration de Python (PEP) 572 et le peu de considération ressentie pour ses décisions. Il restera néanmoins actif en tant que développeur/mentor sur le projet,.
En octobre 2019, il quitte Dropbox et prend sa retraite. L'entreprise le remercie pour ses travaux par le biais d'un billet où elle explique l'impact de van Rossum sur la culture de l'entreprise et la formation de ses ingénieurs.
En novembre 2020, il rejoint Microsoft,.